# 198 (číslo)
Sto devadesát osm je přirozené číslo, které následuje po čísle sto devadesát sedm a předchází číslu sto devadesát devět. Římskými číslicemi se zapisuje CXCVIII  a řeckými číslicemi ρϟη.

## Matematika
198 je:
- Abundantní číslo
- Nešťastné číslo
- Nepříznivé číslo

## Chemie
- 198 je nukleonové číslo třetího nejméně běžného izotopu platiny a také třetího nejméně běžného izotopu rtuti.[1]

## Astronomie
- (198) Ampella je planetka hlavního pásu, kterou objevil v roce 1879 Alphonse Louis Nicolas Borrelly.

## Doprava
- Silnice II/198 je česká silnice II. třídy vedoucí na trase II/199 – Přimda – Nová Ves – II/197.[2]

## Roky
- 198
- 198 př. n. l.